# Beltrami (Minnesota)

Lage von Beltrami (rot) im Polk County

Beltrami ist eine Ortschaft im Polk County, Minnesota, in den USA. Das U.S. Census Bureau hat bei der Volkszählung 2020 eine Einwohnerzahl von 88 ermittelt.
Sie wurde nach dem italienischen Entdecker Giacomo Beltrami benannt, der 1823 den nördlichen Teil des heutigen Minnesotas auf der Suche nach der Quelle des Mississippis bereiste und einige Monate bei den Sioux lebte. Beltrami ist ein Teil des Grand Forks, ND-MN Metropolitan Statistical Area.

## Geographie
Gemäß dem United States Census Bureau hat die Ortschaft eine Fläche von 5,18 km². Die Ortschaft wird vom Minnesota Highway 9 und dem Polk County Highway 1 durchquert.